# باتيست شميسير
باتيست شميسير (بالفرنسية: Baptiste Schmisser)‏ (26 فبراير 1986 بمتز في فرنسا - ) هو لاعب كرة قدم فرنسي في مركز الدفاع. لعب مع أوستينده ورويال أنتويرب ونادي باو ونادي سي إس فيزيه.

## روابط خارجية
- باتيست شميسير على موقع قاعدة بيانات كرة القدم.إي يو (الإنجليزية)
- باتيست شميسير على موقع Soccerway.com (الإنجليزية)